# YES!

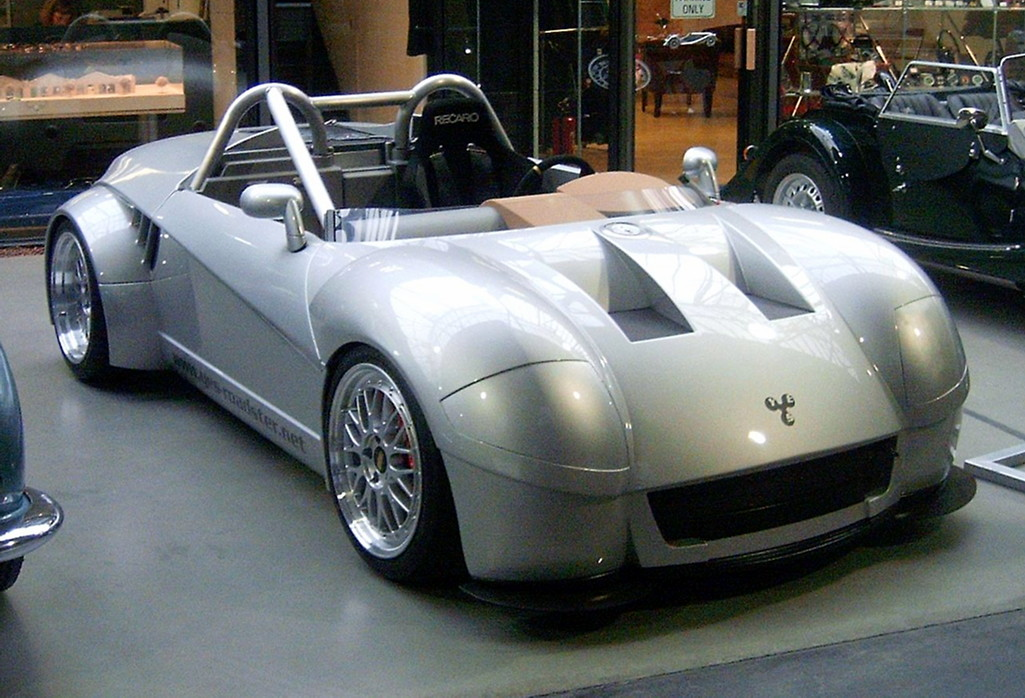
カップ/R

YES!（Young Engineers Sportscar 、イエス！）はかつてドイツ・ザクセン州グローセンハイン（ドレスデン郊外）に拠点をおいたドイツのスポーツカーメーカー。ケルン応用科学大学で自動車工学を学んだヘルベルト・フンケ（Herbert Funke）とフィリップ・ヴィル（Philipp Will）が40社以上から出資を募り設立したベンチャー企業であった。

彼らは後述のYES!ロードスターのプロトタイプを1999年のケルン・モーターショーで発表、ショー期間中に30台以上の予約注文を受けて2000年3月に正式にフンケ＆ヴィル社（Funke & Will AG）をグローセンハインに設立し生産を開始した。
2009年2月4日、フンケ＆ヴィルAGはドレスデン地方裁判所に破産を申請、同年4月2日に清算された。

## YES!ロードスター
YES!が生み出した唯一のプロダクトである「Yes!ロードスター」は出品したケルン・モーターショーで「4輪のバイク」と報道されたライトウェイトピュアスポーツカーであり、グローセンハイン飛行場にある1930年代の格納庫を修復した工場で2001年からハンドメイドで製造された。マーケティングの一環として、購入したオーナーが飛行機で直接グローセンハイン飛行場に乗り付け、飛行場内の工場で納車されたYes!ロードスターをそのまま乗り出し可能とするオプションも設けられていた。
YES!ロードスターのエンジンは286馬力にチューンされたフォルクスワーゲン製の1.8リッターエンジンで、またロータス・エリーゼなどと同様にアルミフレームを採用したため車両重量は830kgと軽量であり、最高速度は264km/h、停車から100km/hまでわずか4.1秒である。
2006年には3.2リッター255馬力エンジンを搭載した「YES! ロードスター3.2」とターボを装着し355馬力エンジンを搭載した「YES! ロードスター3.2ターボ」をライプツィヒ・モーターショーで初披露した。「3.2ターボ」は停車から100km/hまで3.9秒である。

## モデル

### 1.8 リッターモデル
- YES! ロードスター

標準モデル。ガルウイングドア（バタフライドア）を装備し、オプションでエアコン装着可能。
- 全長×全幅×全高:3630×1850×1160mm
- エンジン:1781cc直列4気筒DOHC5バルブシングルターボチャージャー
- 最高出力:):286ps/5500rpm
- 最大トルク:35.7kgm/4200rpm
- 車両重量:830kg

- YES! クラブスポーツ（Clubsports ）

公道走行可能ながら、ガルウイングドアを廃止するなど軽量化したモデル。
- YES! カップ/R（Cup/R ）

競技専用車種。ヘッドランプ等の保安部品を取り外しているため、ナンバー取得不可。

### 3.2 リッターモデル
- YES! ロードスター3.2
- YES! ロードスター3.2ターボ

両車種ともエアバッグやABSを装備し、またオプションでカーナビゲーションも装着可能。

## 日本での販売
- 日本における輸入・販売は2004年より名古屋市名東区の株式会社オートリーゼンが行っていた。累計販売台数は不明。